# Lisa Bonet
Lisa Bonet (bürgerlich Lilakoi Moon, * 16. November 1967 in San Francisco, Kalifornien als Lisa Michelle Bonet) ist eine US-amerikanische Schauspielerin. Sie wurde vor allem bekannt durch ihre Rolle als Denise Huxtable in der Fernsehserie Die Bill Cosby Show, die sie auch im Ableger College Fieber spielte.

## Leben
Lisa Bonet ist Tochter eines US-afroamerikanischen Vaters und einer US-amerikanischen Mutter jüdischen Glaubens. Sie verbrachte den Großteil ihrer Kindheit in New York und Los Angeles.
Mit elf Jahren trat sie in Werbespots auf. 1984 wurde sie für die Rolle der Denise Huxtable in der Fernsehserie Die Bill Cosby Show engagiert.
1987 spielte Bonet in Angel Heart an der Seite von Mickey Rourke die Epiphany, für deren Darstellung sie 1988 einen Young Artist Award gewann. Die expliziten Sexszenen wurden vor der Premiere zensiert und entsprechend verändert. Im selben Jahr heiratete sie den Sänger Lenny Kravitz. Auf dessen Debütalbum Let Love Rule ist Bonet als Koautorin einiger Stücke genannt; für das Video der vierten Singleauskopplung Stand by My Woman von dessen zweiten Album Mama Said übernahm sie die Regie. Im Juni 1991 war sie auch als Regisseurin tätig und arbeitete mit Prince zusammen. Bonet drehte ein Musikvideo zu dessen Song Walk Don’t Walk, zu finden auf dem Album Diamonds and Pearls. Letztendlich veröffentlichte Prince das Musikvideo aber nicht. 
Bill Cosby schrieb ihr eine eigene Serie. In College Fieber (im Original: A Different World) (1987–1993) ging es um das Leben der erwachsenen „Huxtable“-Kinder nach deren Auszug. Nach der ersten Staffel schied Bonet aus der Serie aus, da sie den Produzenten zu unzuverlässig war.
Im Jahr 1993 ließ Lisa Bonet ihren Namen offiziell ändern in Lilakoi Moon.
Nach einigen Jahren Leinwandabstinenz war Bonet 1998 an der Seite von Will Smith in Der Staatsfeind Nr. 1 zu sehen. Im Jahr 2000 folgte die Rolle der Marie de Salle in High Fidelity.
Aus ihrer Ehe mit Lenny Kravitz ging die Tochter Zoë Kravitz (* 1988) hervor. Das Paar trennte sich 1991 und ließ sich 1993 scheiden. Die Trennung von Bonet verarbeitete Kravitz in dem Song It Ain’t Over ’Til It’s Over. Bonet hat eine weitere Tochter (* 2007) und einen Sohn (* 2008) mit dem Schauspieler Jason Momoa, den sie 2017 heiratete. Das Paar wurde 2024 geschieden.

## Filmografie (Auswahl)
- 1983: Sound of Sunshine – Sound of Rain (Kurzfilm, Synchronisation)
- 1983: Chefarzt Dr. Westphall (St. Elsewhere, Fernsehserie, eine Folge)
- 1984–1987, 1989–1991: Die Bill Cosby Show (The Cosby Show, Fernsehserie, 102 Folgen)
- 1985: Tales from the Darkside (Fernsehserie, eine Folge)
- 1985: Junge Schicksale (ABC Afterschool Specials, Fernsehserie, Folge: Don't Touch)
- 1987–1988: College Fieber (A Different World, Fernsehserie, 23 Folgen)
- 1987: Angel Heart
- 1993: Bank Robber
- 1994: New Eden – Wüste des Todes (New Eden, alternativ: Der Todesplanet, Fernsehfilm)
- 1994: Handschrift des Todes (Dead Connection)
- 1998: Der Staatsfeind Nr. 1 (Enemy of the State)
- 2000: High Fidelity
- 2002: Die Geißel des Himmels (The Lathe of Heaven, Fernsehfilm)
- 2003: Biker Boyz
- 2006: Whitepaddy
- 2008: Jarzmik´s House
- 2008–2009: Life on Mars (Fernsehserie, fünf Folgen)
- 2010: Bowman (Kurzfilm)
- 2014: Vendetta Rider – Weg der Rache (Road to Paloma)
- 2014: The Red Road (Fernsehserie, sieben Folgen)
- 2014: New Girl (Fernsehserie, eine Folge)
- 2016: Girls (Fernsehserie, zwei Folgen)
- 2016: Ray Donovan (Fernsehserie, sieben Folgen)

## Auszeichnungen
- 1988: Young Artist Award als „Best Young Female Superstar in Motion Pictures“ für Angel Heart
- 1989: Young Artist Award als „Best Young Actor/Actress Ensemble in a Television Comedy, Drama Series or Special“ für Die Bill Cosby Show (geteilt mit Malcolm-Jamal Warner, Tempestt Bledsoe, Keshia Knight Pulliam, Sabrina Le Beauf, Geoffrey Owens und Deon Richmond)

### Nominierungen
- 1985: Young Artist Award in der Kategorie „Best Young Supporting Actress in a Television Comedy Series“ für Die Bill Cosby Show
- 1986: Young Artist Award in der Kategorie „Best Young Actress Starring in a Television Series“ für Die Bill Cosby Show
- 1986: Emmy in der Kategorie „Outstanding Supporting Actress in a Comedy Series“ für Die Bill Cosby Show
- 1988: Young Artist Award in der Kategorie „Best Young Actress Starring in a New Television Comedy Series“ für College Fieber
- 1988: Saturn Award als beste Nebendarstellerin für Angel Heart
- 2001: Black Reel Award in der Kategorie „Theatrical – Best Supporting Actress“ für High Fidelity
- 2006: TV Land Award in der Kategorie „Favorite Singing Siblings“ für Die Bill Cosby Show (zusammen mit Sabrina Le Beauf, Malcolm-Jamal Warner, Tempestt Bledsoe und Keshia Knight Pulliam)